# Geoffroy Drouin
Pour les articles homonymes, voir Drouin.
Geoffroy Drouin est un compositeur français né le 18 avril 1970 à Paris.

## Biographie
Geoffroy Drouin est diplômé du Conservatoire national supérieur de musique de Paris (DFS de composition). Il étudie la composition avec Gérard Grisey et Marco Stroppa, l’analyse avec Michaël Levinas et l’orchestration avec Marc-André Dalbavie.
Sa participation aux cours de la Fondation Royaumont lui fait rencontrer Brian Ferneyhough et Jonathan Harvey, puis Helmut Lachenmann au Centre Acanthes.
Il suit le cursus de composition et d'informatique musicale de l'IRCAM, qui sera prolongé par une expérience de compositeur en recherche et un concert-atelier au Centre Pompidou pour sa pièce Crispy Grain (trompette et électronique).
Parallèlement, Geoffroy Drouin intègre une formation doctorale à l’EHESS, en partenariat avec l’IRCAM et l’ENS Ulm. Sa thèse consacrée à la philosophie dialectique et l’écriture musicale autour de la question épistémologique de la notion d’émergence (direction Alain Poirier) est récompensée par la plus haute distinction. Son travail a été publié aux éditions Delatour France (collection Musique et Philosophie).
Il a enseigné au Conservatoire du Centre de Paris, à Sorbonne Université ainsi qu'à l'Université de Versailles Saint-Quentin-en-Yvelines, et a codirigé un cycle de séminaires de composition à l'IRCAM dans le cadre des Samedis d'Entretemps. Il est actuellement professeur au Conservatoire du XXe arrondissement de Paris (Composition, Analyse, Culture Musicale, Orchestration).
Il est par ailleurs titulaire d'une Licence canonique de théologie et enseigne au Collège des Bernardins.
Il a été pensionnaire à la Villa Médicis d’avril 2012 à octobre 2013.
Parmi ses interprètes et commanditaires, signalons l’Orchestre philharmonique de Radio France, Les Métaboles, le Chœur de Radio France, l'Ensemble intercontemporain, l'Ensemble Orchestral Contemporain, 2e2m, Court-Circuit, L'Itinéraire, TM+, Alternance, Ex Novo, Ictus, le Nieuw Ensemble d'Amsterdam, Pierre-André Valade, Jean Deroyer, Daniel Kawka, Kyrylo Karabyts, le bassoniste Pascal Gallois, l’altiste Garth Knox, l’IRCAM, le Grame, les festivals Présences, Musik der Jahrhundert, Time of Music (Finlande), Susaa (Danemark), Controtempo, Suona Francese, Nuova Consonanza (it), Urticanti, La Fenice, la Villa Médicis, le Palais de Tokyo, le Musée national centre d'art Reina Sofía.

## Œuvres

### Musique pour orchestre
- Variations entropiques, pour orchestre (2002)
- Patchwork, pour trombone et grand orchestre (2005)

### Musique pour chœur
- Magnificat, pour chœur mixte (2025)
- Il Paradiso, d'après la Divine Comédie de Dante, pour chœur et récitant (2015)

### Musique pour ensembles
- Fracts, pour vingt instrumentistes (2001)
- Instantanés, pour sept instrumentistes (2002)
- Feed-back, pour six instrumentistes (2005)
- Le bruit de la trace, pour hautbois et ensemble (2006)
- Ritenuto, pour huit instrumentistes (2009)
- D'une résilience accomplie, pour ensemble de huit musiciens (2012)
- Cloches de Pierre, pour ensemble et électronique (2013)
- Le syndrome de Stendhal l, pour 16 instrumentistes et électronique (2016)

### Musique de chambre et soliste
- Incidences linéaires, pour piano (1998)
- Pierres d'éther, pour piano, clarinette sib. et vibraphone (1999)
- Épigraphe, pour saxophone alto (1999)
- Load-game, pour alto, basson et percussions (2004)
- Capriccio, pour alto (2011)
- Cinq méditations sur Le Bernin, pour flûte, piano, violon et violoncelle (2013)
- La lisière du point, pour piano (2013)

### Musique pour électronique et musique de chambre/soliste
- Entre-deux, pour percussions et électronique (2000)
- Crispy grain, pour trompette et électronique (2003)
- Merkabah, pour quatre instrumentistes et électronique (2007)
- Eco per Luciano, pour basson et électronique (2011)
- Via della Croce, pour voix de femme et électronique (2014)
- L'Éloge du manque, pour voix de femme et électronique (2015)

## Publications
- « Les différents moments de la rigueur du compositeur » , in Rigueur. Paris, Spartacus-Idh,2021, p. 7-19.
- Émergence et dialectique en musique. Une approche transdisciplinaire de l'écriture musicale. Sampzon, Delatour France, coll. Musique et Philosophie, 2017[2].
- « La dissymétrie musicale : l’histoire d’une médiation », in Implications Philosophiques publication en ligne[4].
- « La notion d’émergence en musique », in Esthétique et cognition, Jean-Marc Chouvel, Xavier Hascher. Paris, Publications de la Sorbonne, (coll. Esthétique), 2013, p. 131-148[5].
- « Trouver d’abord, chercher ensuite », in Alliage, L’imaginaire dans la découverte (70). Nice, juillet 2012, p. 85-94[6].
- « Le moment Ferneyhough, ou le renouveau du phrasé discursif », in Questions de phrasé, Antoine Bonnet, François Nicolas et Thierry Paul. Paris, Hermann, 2012, p. 99-114[7].
- « Eco per Luciano », in Académie de France à Rome – Villa Médicis – Teatro delle Esposizioni #2. Rome, Mousse Publishing, 2011, p. 93-102[8].